# Új-Fundland
Új-Fundland (angolul Newfoundland, IPA: ['njufən(d)lænd]; franciául Terre-Neuve, írül Talamh an Éisc) nagy sziget Kanada atlanti partjainál. Kanada Új-Fundland és Labrador tartományának legsűrűbben lakott része. 
Korábbi, latin neve Terra Nova, amelyet 1497-ben az olasz tengerész Giovanni Cabotótól kapott.
2001-ig a kanadai tartomány neve egyszerűen Új-Fundland volt, ekkor azonban a nevéhez hozzáillesztették Labradort is (postai kódja is ezért változott NF-ről NL-re).
A szigetet már a vikingek is ismerték, Vinland néven.

## Földrajzi helyzete
A Labrador-félszigettől a Belle Isle-szoros választja el, a Breton-foki-szigettől pedig a Cabot-szoros. A sziget a Szent Lőrinc-folyó torkolatát zárja el a tenger felől, kialakítva a kevert vizű Szent Lőrinc-öblöt, a világ legnagyobb torkolatvidékét. A sziget legközelebbi szomszédja Saint-Pierre és Miquelon, Franciaország tengerentúli területe.
Új-Fundland 111 390 km²-en terül el, ezzel a világ 16. és Kanada negyedik legnagyobb szigete. A tartomány fővárosa, St. John’s a sziget délkeleti csücskében van. A Spear-fok, a fővárostól valamivel délre, Észak-Amerika legkeletibb pontja.
Új-Fundland szigetének lakossága 2001-ben 466 172 volt. De Új-Fundland részének tekintik a közeli szigeteket is (New World, Twillingate, Fogo és Bell-szigetek) és velük együtt Új-Fundland lakossága 485 066 fő volt.

### Modern irodalom
- Sean T. Cadigan. Newfoundland and Labrador: A History (2009) search and text excerpt
- Peter Neary. 1996. Newfoundland in the North Atlantic world, 1929–1949. McGill-Queen's University Press, Montreal, Quebec.
- Henry K. Gibbons. 1997. The Myth and Mystery of John Cabot: The Discoverer of North America, Marten Cat Publishers, Port Aux Basques, Newfoundland.
- Michael Harris. 1992. Rare Ambition: The Crosbies of Newfoundland. Penguin. ISBN 0-14-023220-6
- Kevin Major, As Near To Heaven by Sea, (Toronto, 2001)
- John Gimlette, Theatre of Fish, (Hutchinson, London, 2005). ISBN 0-09-179519-2
- E. Annie Proulx, The Shipping News, (Simon & Schuster, 1993). ISBN 0-7432-2540-6
- Bernice Morgan, Random Passage, (Breakwater Books Ltd, 1992). ISBN 1-55081-051-0
- Bernice Morgan, Waiting for Time, (Breakwater Books Ltd, 1995). ISBN 1-55081-080-4
- Bernice Morgan, The Topography of Love, (Breakwater Books Ltd, 2000). ISBN 1-55081-157-6
- Wayne Johnston. 1999. "The Colony Of Unrequited Dreams". Vintage Canada, Toronto, Ontario. ISBN 978-0-676-97215-3 (0-676-97215-2)
- Kenneth J. Harvey, Blackstrap Hawco, (Random House Canada, 2008).

### Korai irodalom
- Birkenhead, Lord. The story of Newfoundland (2nd ed. 1920) 192pp edition[halott link]
- Joseph Hatton and Moses Harvey, Newfoundland: Its History and Present Condition, (London, 1883) complete text online
- MacKay, R. A. Newfoundland: Economic, Diplomatic, and Strategic Studies, (1946) online edition Archiválva 2009. március 27-i dátummal a Wayback Machine-ben
- Millais, John Guille.  The Newfoundland Guide Book, 1911: Including Labrador and St. Pierre (1911)? online edition; also reprinted 2009
- Moyles, Robert Gordon, ed. "Complaints is Many and Various, But the Odd Divil Likes It": Nineteenth Century Views of Newfoundland (1975).
- Neary, Peter, and Patrick O'Flaherty, eds. By Great Waters: A Newfoundland and Labrador Anthology (1974)
- D. W. Prowse, A History of Newfoundland (1895), current edition 2002, Boulder Publications, Portugal Cove, Newfoundland. complete text online
- Charles Pedley, History of Newfoundland, (London, 1863) complete text online
- Philip Tocque, Newfoundland as it Was and Is, (London, 1878) complete text online
- Arnold Kennedy, Sport and Adventure in Newfoundland and West Indies, (London, 1885) complete text online
- Moses Harvey, Newfoundland, England's Oldest Colony, (London, 1897) complete text online
- F. E. Smith, The Story of Newfoundland, (London, 1901)
- Beckles Wilson, The Truth About Newfoundland, The Tenth Island, (second edition, London, 1901)
- J. P. Howley, Mineral Resources of Newfoundland, (St. John's, 1909)
- P. T. McGrath, Newfound in 1911, (London, 1911)